# Lino Muñoz
Lino Muñoz Mandujano (Ciudad de México, 8 de febrero de 1991) es un deportista mexicano que compitió en bádminton. Ganó dos medallas de bronce en los Juegos Panamericanos, en los años 2011 y 2015.

## Palmarés internacional
| Juegos Panamericanos | Juegos Panamericanos | Juegos Panamericanos | Juegos Panamericanos |
| Año                  | Lugar                | Medalla              | Prueba               |
| -------------------- | -------------------- | -------------------- | -------------------- |
| 2011                 | Guadalajara (México) | Medalla de bronce    | Dobles               |
| 2015                 | Toronto (Canadá)     | Medalla de bronce    | Dobles               |